# Dibenzoil
Dibenzoil (sistematicamente conhecido como 1,2-difeniletano-1,2-diona) é o composto orgânico com a fórmula (C6H5CO)2, geralmente abreviado (PhCO)2. Este sólido amarelo é uma das dicetonas mais comuns. Seu principal uso é como um fotoiniciador em química de polímero.